# 卡亞拉區

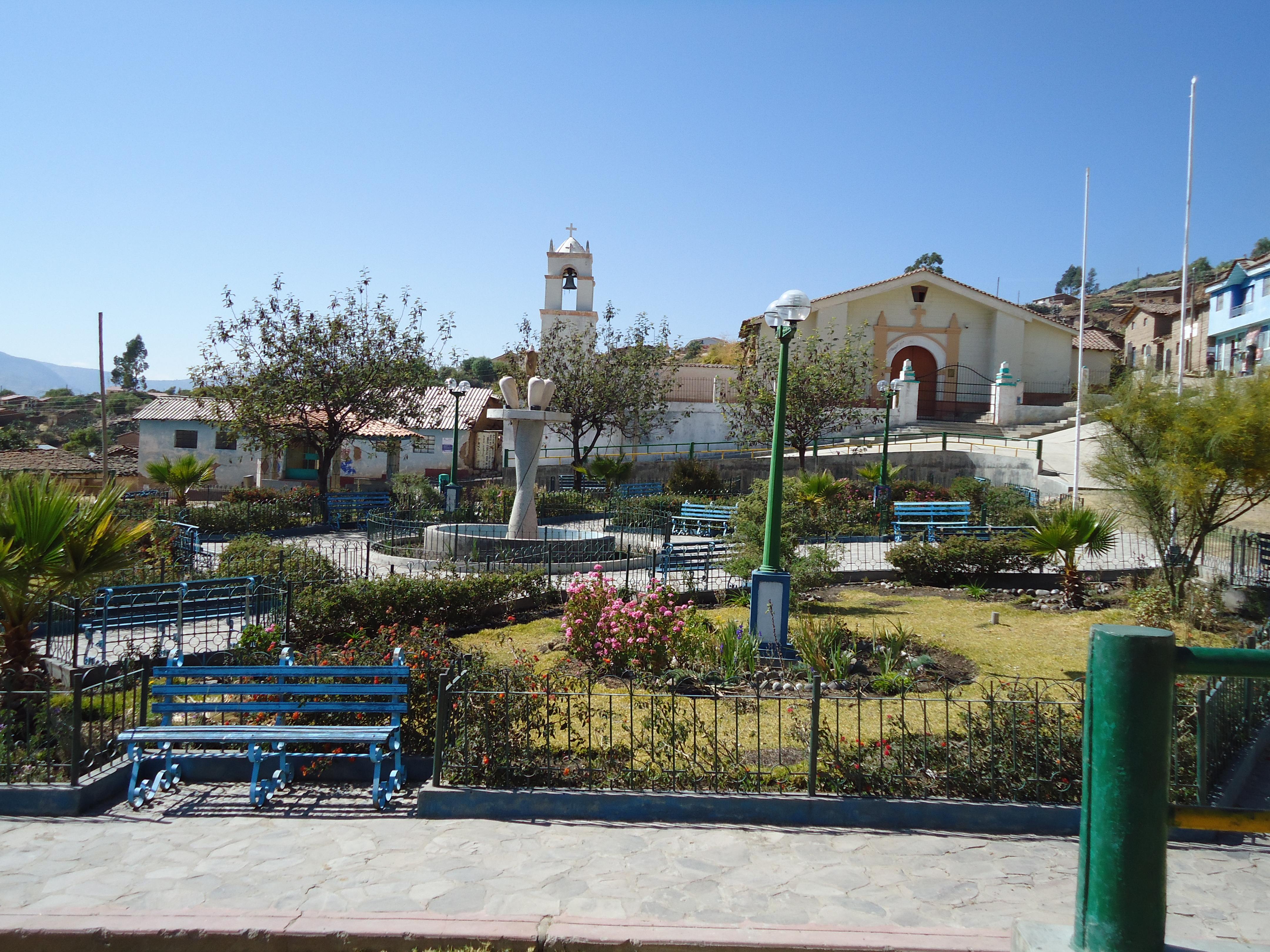

13°47′46″S 73°59′27″W / 13.7962°S 73.9908°W
卡亞拉區（西班牙語：Distrito de Cayara），是秘魯的一個區，位於該國中南部阿亞庫喬大區的維克托法哈多省，始建於1960年1月9日，面積69.3平方公里，海拔高度3,164米，2005年人口1,423，人口密度每平方公里21人。